# Plavecký Peter
Plavecký Peter je naseljeno mjesto u okrugu Senica u Trnavskom kraju u Slovačkoj.

## Stanovništvo
| Godina:     | 1993. | 2003.   | 2013.   | 2023.   |
| ----------- | ----- | ------- | ------- | ------- |
| Broj ljudi: | 631   | 632     | 633     | 610     |
| Razlika:    |       | +0,15 % | +0,15 % | -3,63 % |

| Godina:     | 2022. | 2023.   |
| ----------- | ----- | ------- |
| Broj ljudi: | 615   | 610     |
| Razlika:    |       | -0,81 % |

Prema podacima o broju stanovnika iz 2023. godine naselje je imalo 610 stanovnika.

## Vanjske poveznice
|  | Zajednički poslužitelj ima još gradiva o temi Plavecký Peter |

- Službena stranica naselja (sl.)